# 野嶋剛
野嶋剛（日语：／ Nojima Tsuyoshi，1968年5月6日—），是位日本新聞工作者、作家，專長於大中華地區的評論報導。

## 人物
生於福岡市，在奈良市及横濱、横須賀成長。先後就讀於橫濱市立南高等學校·附屬中學校、上智大學新聞系，期間到香港中文大學留學。畢業後，加入朝日新聞社，任職於佐賀分社、西部社會部、新加坡分社長、臺北分社長、國際編輯部副部長及《朝日新聞中文網》創辦人兼總編輯。曾到廈門大學和國立臺灣師範大學進修，後來到法政大學大學院修讀環境管理碩士。2016年4月離開朝日新聞社，以自由媒體人身分活動。

## 著作
2003年
- （《伊拉克戰爭從軍記》）

2011年
- （《兩個故宮的離合：歷史翻弄下兩岸故宮的命運》，聯經出版、上海译文出版社）

2012年
- （聯經出版：《謎樣的清明上河圖》、社会科学文献出版社：《谜一样的清明上河图》）
- （天下雜誌：《銀輪巨人：挑戰巔峰的捷安特精神》）

2014年
- （聯經出版：《最後的帝國軍人：蔣介石與白團》、社会科学文献出版社：《最后的大队：蒋介石与日本军人》 ）

2015年
- （聯經出版：《銀幕上的新台灣：新世紀台灣電影裡的台灣新形象》）
- 《我要開動了：野島剛不藏私的日本美味》（墨刻出版，《TRAVELER Luxe 旅人誌》隨筆彙整）

2016年
- （聯經出版：《台灣十年大變局：野島剛觀察的日中台新框架》）
- （典藏藝術家庭：《故宮90話：文化的政治力，從理解故宮開始》）
- 《被中国人误解的日本人》（上海三联书店，隨筆彙整）
- 《豆腐与威士忌：日本的过去、未来及其他》（上海译文出版社，在《南方都市報》开设专栏一年的结集[5]；時報出版：《日本人默默在想的事：野島剛由小見真的文化觀察》）

## 外部連結
- 官方网站
- 野嶋剛的Facebook專頁
- 野嶋剛的X（前Twitter）
- 野岛刚的新浪微博